# Ana Belén Asensio
Ana Belén Asensio Siu (21 de diciembre de 1976) es una deportista española que compitió en taekwondo. Ganó dos medallas de oro en el Campeonato Mundial de Taekwondo, en los años 1999 y 2005, y dos medallas de oro, en el Campeonato Europeo de Taekwondo en los años 2000 y 2006.

## Palmarés internacional
| Campeonato Mundial | Campeonato Mundial | Campeonato Mundial | Campeonato Mundial |
| Año                | Lugar              | Medalla            | Categoría          |
| ------------------ | ------------------ | ------------------ | ------------------ |
| 1999               | Edmonton (Canadá)  | Medalla de oro     | –47 kg             |
| 2005               | Madrid (España)    | Medalla de oro     | –47 kg             |
| Campeonato Europeo |                    |                    |                    |
| Año                | Lugar              | Medalla            | Categoría          |
| 2000               | Patras (Grecia)    | Medalla de oro     | –47 kg             |
| 2006               | Bonn (Alemania)    | Medalla de oro     | –47 kg             |